# LG V10
LG V10 — це Android фаблет виробництва LG Electronics із серії LG V. Анонсований у вересні 2015 року, та вийшовши через місяць, смартфон схожий за технічними характеристиками з іншим флагманом LG G4, але відрізняється від нього додатковим екран у верхній частині пристрою, на якому, серед іншого, відображаються сповіщення та елементи керування музикою, не пробуджуючи основний дисплей. Через рік вийшов наступник LG V20.

## Характеристики смартфона

### Дизайн
LG V10 виготовлений з нержавіючої сталі марки SAE 316L (яка твердіша і важча за алюміній), вона своєю чергою покрита оксидом хрому, яка у випадку подряпин буде вступати в реакцію з киснем і відновлює початкову поверхню. Зпдня панель є силіконовим матеріалом, яку можна зняти для виймання батареї. На кришці розташовані кнопки живлення на задній панелі з вбудованим сканером відбитків пальців і кнопки регулювання гучності.
LG V10 розроблений з урахуванням вимог до рівня захисту стандарту MIL-STD-810G. Він доступний у темно-синьому, білому, чорному і сірому кольорах.

### Апаратне забезпечення
У V10 стоїть 5,7-дюймовим IPS LCD дисплеєм з роздільною здатністю 1440p і яскравістю до 515 ніт, покритим склом Gorilla Glass 4, вище нього є другий додатковий дисплей праворуч від ширококутної фронтальної камери з кутом огляду 120°. Смартфон використовує процесор Qualcomm Snapdragon 808 з 4 ГБ оперативної пам'яті LPDDR3 й 64 або 32 ГБ вбудованої пам'яті eMMC 5.0 з можливістю розширення за допомогою карти microSD до 2 ТБ. Знімний акумулятор ємністю у 3000 мА·г.
До камери поставили датчик зображення Sony Exmor IMX240 з роздільною здатністю 16 мегапікселів, записом відео 2160p (4K), діафрагмою f/1,8, лазерним автофокусом і має оптичну стабілізацію зображення з ручними режимами, подібними до DSLR, для відео та фотознімків. Є дві фронтальні 5-мегапіксельні камери для широкоформатних «шанувальниць» (групових портретів).
Додаткова функція, звана «синхронізація за задньою шторкою», дає змогу вмикати спалах камери наприкінці часу експозиції, а не на початку, що, імовірно, запобігає перетримці ближчих об'єктів.
У ручному відеорежимі LG V10 дає змогу встановлювати частоту кадрів у діапазоні від 1 до 120 кадрів за секунду, з яких найвища доступна частота кадрів залежить від обраної роздільної здатності (наприклад, 1080p за 60 кадрів за секунду, 720p за 120 кадрів за секунду). Бітрейт можна встановити на три рівні: «високий», «середній» і «низький» залежно від обраної комбінації роздільної здатності та частоти кадрів.
Світлодіодний ліхтарик, який можна використовувати для освітлення відеозапису, можна перемикати під час відеозапису.
Бездротовий Bluetooth-мікрофон можна використовувати для запису звуку відео.

### Програмне забезпечення
У смартфоні встановлений Android 5.1 Lollipop з оболонкою LG UX. Згодом стало доступним оновлення до Android 6.0 Marshmallow і 7.0 Nougat.
Хоча LG V10 має таке ж апаратне забезпечення камери, що й LG G4, програмне забезпечення камери більш комплексне та багате за функціональністю, включно з фотозйомкою у форматі RAW і ручним налаштуванням параметрів камери (експозицію, ISO, значення експозиції, ручне фокусування) як для фотографій, так і для відео.

## Критика
CNET дав LG V10 4 бали з 5, високо оцінивши наявність у ньому преміальних функцій, таких як сканера відбитків пальців і ширококутної фронтальної камери, а також те, що LG продовжує використовувати знімний акумулятор і місце під карту пам'яті. Було відзначено, що наявність тих самих преміальних функцій (як-от подвійні фронтальні камери та додатковий дисплей для повідомлень) не були обов'язковою потребою. «Якщо вам не потрібні додаткові функції V10 — тобто вам не потрібен ширший огляд для селфі або інший екран для доступу до улюблених програм і контактів — краще вибрати щось дешевше».
Android Authority дійшов висновку, що V10 був потужнішим пристроєм, ніж LG G4, через його додаткові функції та оновлення, заявивши, що «якщо G4 не виправдав ваших очікувань, і ви шукали більшого, набагато більше ви отримуєте з LG V10»

### Технічні проблеми
Було виявлено, що V10 схильний до апаратних збоїв, майже таких самих, як і G4, оскільки обидва пристрої страждали від виробничого дефекту, який в кінцевому підсумку призводив до невиправного кола перезавантаження і, отже, виходять з ладу. У березні 2017 року було подано колективний позов, в якому стверджувалося, що LG продовжувала продавати й поширювати телефони з дефектом навіть після того, як LG повідомила про це